# Старозакружский сельсовет
Старозакружский сельсовет (бел. Старазакру́жскі сельсавет) — упразднённая административно-территориальная единица в составе Ветковского района Гомельской области. Административный центр — деревня Старое Закружье.

## История
После второго укрупнения БССР с 8 декабря 1926 года сельсовет в составе Ветковского района Гомельского округа БССР. 30 декабря 1927 года сельсовет укрупнен, в его состав вошла территория упразднённого Новозакружского сельсовета. 
После упразднения окружной системы 26 июля 1930 года в Ветковском районе БССР, с 20 февраля 1938 года — Гомельской области. С 17 декабря 1956 года сельсовет в составе Добрушского района. С 6 января 1965 года сельсовет, за исключением деревни Морозовка, посёлков Кашуба и Пенное, в составе восстановленного Ветковского района. 
В 1965 году в состав Круговского сельсовета Добрушского района передан посёлок Красный Лог.
На 1 января 1974 года в составе Старозакружского сельсовета 4 населённых пункта. 
28 января 1991 года сельсовет упразднен, его территория присоединена к Бартоломеевскому сельсовету.

## Состав
- Старое Закружье — деревня